# 科尔沁郡王

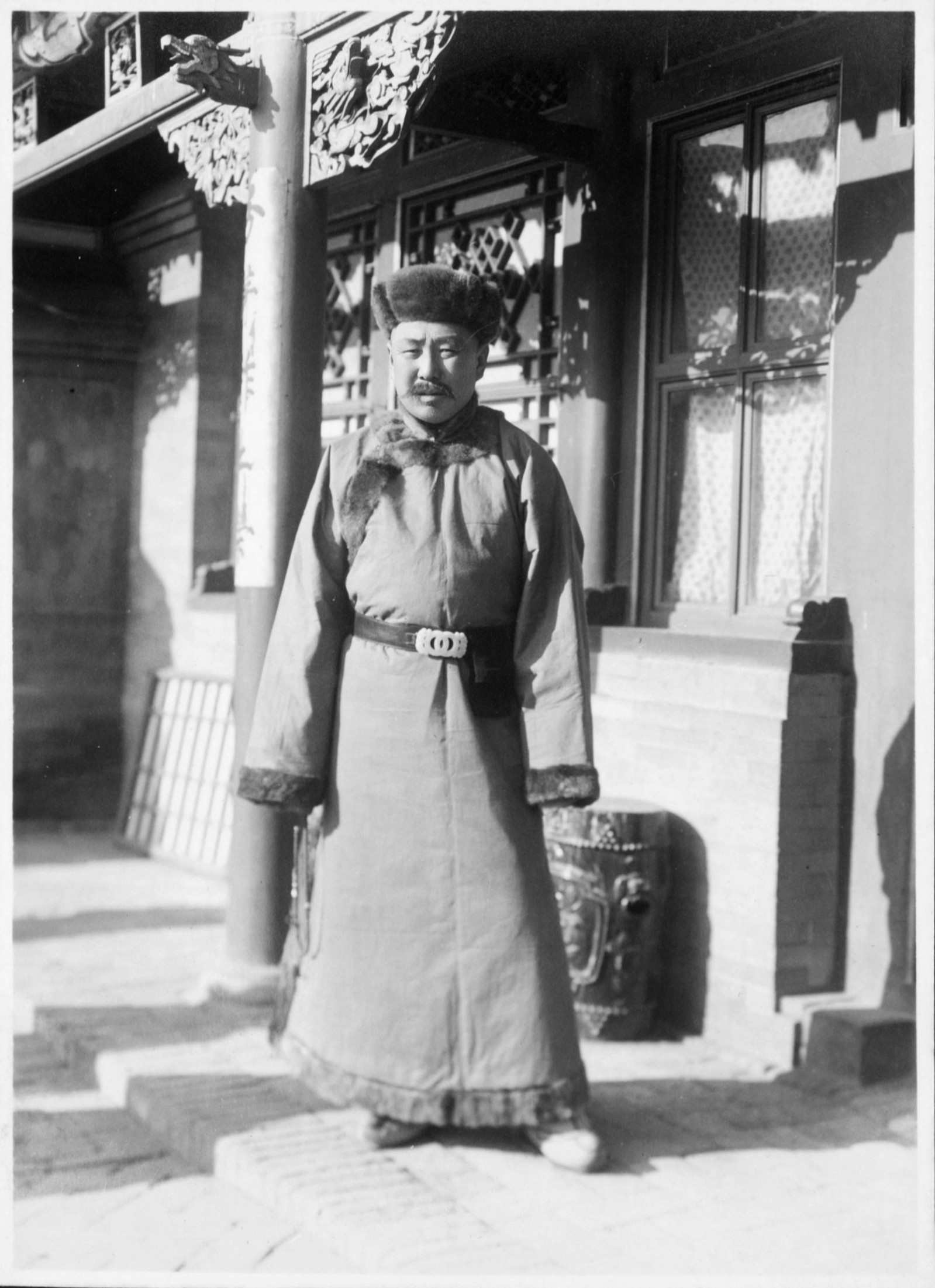
杨仓扎布

科尔沁多罗郡王为清朝内扎萨克蒙古科尔沁左翼中旗的世袭多罗郡王，俗称“温都尔王”（Өндөр ван），属闲散王公。清顺治六年（1649年）宰桑三子索纳穆之子奇塔特被封为多罗郡王，诏世袭罔替。同治十一年（1872年）济克默特朗布晋封和硕亲王衔。

## 科尔沁多罗郡王世系
| 世代     | 姓名         | 年份           | 备注                     |
| -------- | ------------ | -------------- | ------------------------ |
| 第一代   | 奇塔特       | 1649年－1653年 |                          |
| 第二代   | 额尔德尼     | 1653年－1675年 | 奇塔特子                 |
| 第三代   | 毕里克图     | 1675年－1710年 | 额尔德尼子               |
| 第四代   | 诺扪额尔赫图 | 1710年－1743年 | 毕里克图子               |
| 第五代   | 阿旺藏布     | 1743年－1759年 | 诺扪额尔赫图子           |
| 第六代   | 喇什噶勒当   | 1759年－1801年 | 阿旺藏布子               |
| 第七代   | 桑济札布     | 1801年－1805年 | 喇什噶勒当子             |
| 第八代   | 栋默特       | 1805年－1841年 | 桑济札布弟               |
| 第九代   | 济克默特朗布 | 1841年－1877年 | 栋默特子                 |
| 第十代   | 那兰格锊勒   | 1867年－1918年 | 济克默特朗布子           |
| 第十一代 | 杨仓扎布     | 1920年－1941年 | 那兰格锊勒子             |
| 第十二代 | 阿尤熙里     | 1941年－1945年 | 杨仓扎布弟萨拉哈旺珠尔子 |